# Kulturno-povijesna cjelina Ivanić-Grada
Kulturno-povijesna cjelina Ivanić-Grada, skup građevina u mjestu i gradu Ivanić-Grad, zaštićeno kulturno dobro.

## Opis
Građevine iz 16. – 19.stoljeća.

## Zaštita
Pod oznakom Z-2709 zaveden je kao nepokretno kulturno dobro - pojedinačno, pravna statusa zaštićena kulturnog dobra, klasificirano kao "sakralna graditeljska baština".